# Federação Portuguesa de Remo
Die Federação Portuguesa de Remo (FPR) ist der Dachverband der Rudervereine in Portugal. Sie wurde 1920 in Porto gegründet. Heute befindet sich der Sitz an der Doca Stº Amaro in Lissabon.
Der Verband ist Mitglied im Weltruderverband (FISA) sowie im portugiesischen Sport-Dachverband (CDP) und im Nationalen Olympischen Komitee Portugals (COP). Präsident ist Joaquim Sousa, Nationaltrainer ist José Santos.
Die FPR unterhält ein Ruder-Leistungszentrum (Centro de Alto Rendimento, CAR) in Montemor-o-Velho.